# Мвамби, Джака Мгваби

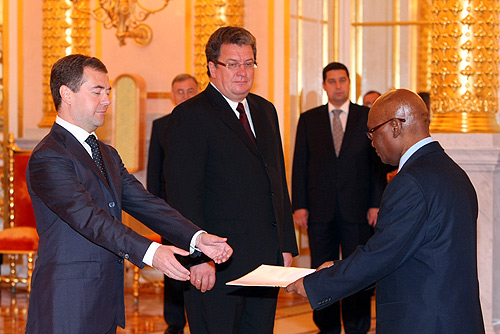
Моква. Кремль. Посол Танзании Джака Мгваби Мвамби вручает верительные грамоты Дмитрию Медведеву

Джака Мгваби Мвамби (суахили Jaka Mgwabi Mwambi; 21 августа 1950, Мгета, Морогоро, Танганьика — 7 декабря 2019, Дар-эс-Салам, Танзания) — танзанийский политик и дипломат. Чрезвычайный и Полномочный Посол Танзании в Российской Федерации (с 2008 по 2014), на Украине по совместительству (2008—2014) и Белоруссии (2008—2014). Доктор наук (2011).

## Биография
После средней школы, в 1996 году окончил Университет Дар-эс-Салама. Получил степень бакалавра агробизнеса. В 2011 году защитил докторскую степень в области защиты продуктов питания.
Работал региональным комиссаром регионов Руква, Танга и Иринга, заместителем Генерального секретаря социалистической партии Чама Ча Мапиндузи. Член парламента Танзании.
В 2008 году был назначен послом Объединённой Республики Танзания в РФ. Сменил на этом посту посла П. С. Чокала.
В 2008—2014 гг. — Чрезвычайный и Полномочный Посол Танзании в Украине по совместительству.
В 2008—2014 гг. — Чрезвычайный и Полномочный Посол Танзании в Беларуси по совместительству.